# Dmytro Kryśkiw
Dmytro Ihorowycz Kryśkiw, ukr. Дмитро Ігорович Криськів (ur. 6 października 2000 w Charkowie) – ukraiński piłkarz, grający na pozycji ofensywnego pomocnika.

## Kariera piłkarska

### Kariera klubowa
Wychowanek Akademii Piłkarskiej klubów Metalist Charków i Szachtar Donieck, barwy których bronił w juniorskich mistrzostwach Ukrainy (DJuFL). 1 kwietnia 2017 roku rozpoczął karierę piłkarską w juniorskiej drużynie Szachtara U-19, potem grał w młodzieżowej drużynie. 24 września 2020 został wypożyczony do FK Mariupol, w którym rozegrał jeden mecz w drużynie młodzieżowej, a na początku października wrócił do charkowskiego Metalista 1925 na zasadach wypożyczenia. 1 lipca 2022 po wygaśnięciu umowy wypożyczenia wrócił do Szachtara.

### Kariera reprezentacyjna
W 2016 debiutował w juniorskiej reprezentacji Ukrainy U-17. W 2019 występował w reprezentacji U-19. Potem do 2023 bronił barw młodzieżówki.

## Sukcesy i odznaczenia

### Sukcesy klubowe
Szachtar Donieck
- mistrz Mistrzostw Ukrainy: 2022/23

Metalist 1925 Charków
- brązowy medalista Pierwszej ligi Ukrainy: 2020/21

### Sukcesy reprezentacyjne
Ukraina U-21
- brązowy medalista Mistrzostw Europy U-21: 2023